# Campeonato Paulista 1964
In 1964 werd het 63ste Campeonato Paulista gespeeld voor clubs uit de Braziliaanse staat São Paulo. De competitie werd georganiseerd door de FPF en werd gespeeld van 4 juli tot 16 december. Santos werd kampioen.

## Eindstand
| Plaats | Club             | Wed. | W  | G  | V  | Saldo | Ptn. |
| ------ | ---------------- | ---- | -- | -- | -- | ----- | ---- |
| 1.     | Santos           | 30   | 20 | 4  | 6  | 95:47 | 44   |
| 2.     | Palmeiras        | 30   | 19 | 3  | 8  | 70:36 | 41   |
| 3.     | Portuguesa       | 30   | 16 | 8  | 6  | 58:33 | 40   |
| 4.     | Corinthians      | 30   | 16 | 8  | 6  | 50:34 | 40   |
| 5.     | São Paulo        | 30   | 12 | 9  | 9  | 51:40 | 33   |
| 6.     | América          | 30   | 14 | 3  | 13 | 39:35 | 31   |
| 7.     | Guarani          | 30   | 14 | 3  | 13 | 46:44 | 31   |
| 8.     | São Bento        | 30   | 9  | 10 | 11 | 34:38 | 28   |
| 9.     | Comercial        | 30   | 12 | 4  | 14 | 47:45 | 28   |
| 10.    | Botafogo         | 30   | 8  | 11 | 11 | 41:57 | 27   |
| 11.    | Prudentina       | 30   | 9  | 8  | 13 | 43:56 | 26   |
| 12.    | Juventus         | 30   | 11 | 4  | 15 | 43:59 | 26   |
| 13.    | Ferroviária      | 30   | 8  | 8  | 14 | 29:41 | 24   |
| 14.    | XV de Piracicaba | 30   | 9  | 4  | 17 | 32:64 | 22   |
| 15.    | Noroeste         | 30   | 7  | 7  | 16 | 31:56 | 21   |
| 16.    | Esportiva        | 30   | 5  | 8  | 17 | 28:52 | 18   |

|  | Kampioen   |
|  | Degradatie |

### Kampioen
| Campeonato Paulista de 1964 |
| São Paulo                   |
| --------------------------- |
| SANTOS Kampioen (8° titel)  |

## Topschutter
| Speler            | Speler | Goals | Club   |
| ----------------- | ------ | ----- | ------ |
| Vlag van Brazilië | Pelé   | 34    | Santos |